# Pardosa medialis
Pardosa medialis este o specie de păianjeni din genul Pardosa, familia Lycosidae, descrisă de Banks, 1898. Conform Catalogue of Life specia Pardosa medialis nu are subspecii cunoscute.